# Pluvier kildir
Charadrius vociferus
Espèce
Statut de conservation UICN

 NT A2bc+4bc : Quasi menacé
Le Pluvier kildir (Charadrius vociferus) est une espèce d'oiseaux limicoles de la famille des Charadriidae présent en Amérique, du nord du Canada jusqu'aux côtes du Pérou. Les populations boréales migrent.

## Description

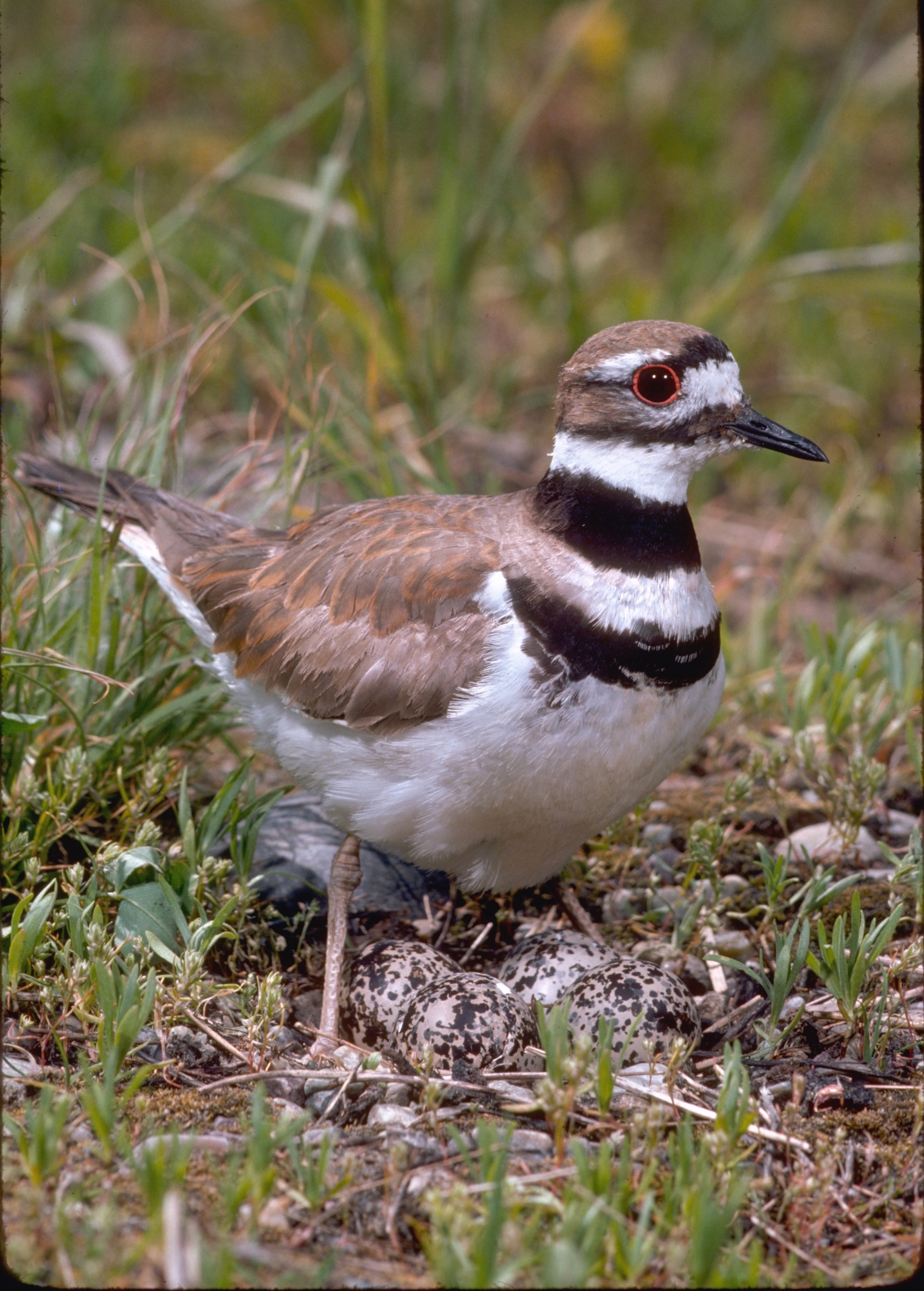
Un Pluvier kildir et ses œufs.

Les adultes ont le dos et les ailes bruns, le ventre blanc et la poitrine blanche avec deux bandes noires. Le croupion est orange fauve. La face et la calotte sont de couleur brune avec le front blanc. Le tour de l’œil est orange-rouge. Les poussins ont des motifs presque identiques aux adultes.

## Comportement
Les poussins sont nidifuges.
Les adultes simulent fréquemment le fait d'avoir une aile brisée pour éloigner les prédateurs du nid.

## Sous-espèces
D'après la classification de référence (version 14.1, 2024) de l'Union internationale des ornithologues, le Pluvier kildir possède 3 sous-espèces (ordre philogénique) :
- Charadrius vociferus vociferus Linnaeus, 1758 ;
- Charadrius vociferus ternominatus Bangs & Kennard, 1920 ;
- Charadrius vociferus peruvianus (Chapman, 1920).

## Voix
Criard; kill-diâ fort, insistant, répété; dî-î plaintif montant; dî-dî-dî, etc. Également, un trille grave.

## Galerie

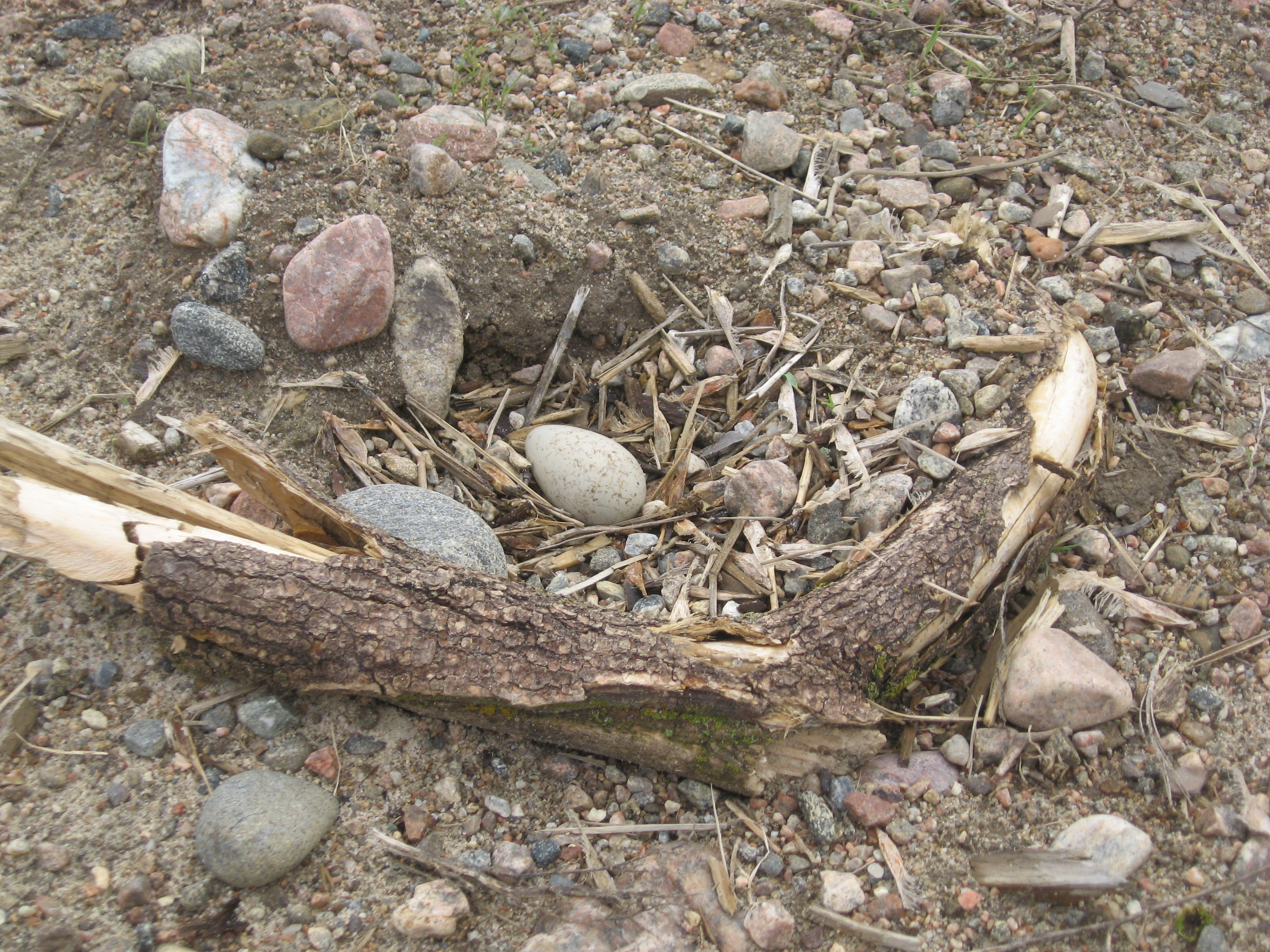
Nid du pluvier kildir. L'œuf est dissimulé parmi les pierres  (cliché pris sur L'Isle-aux-Allumettes (Québec).
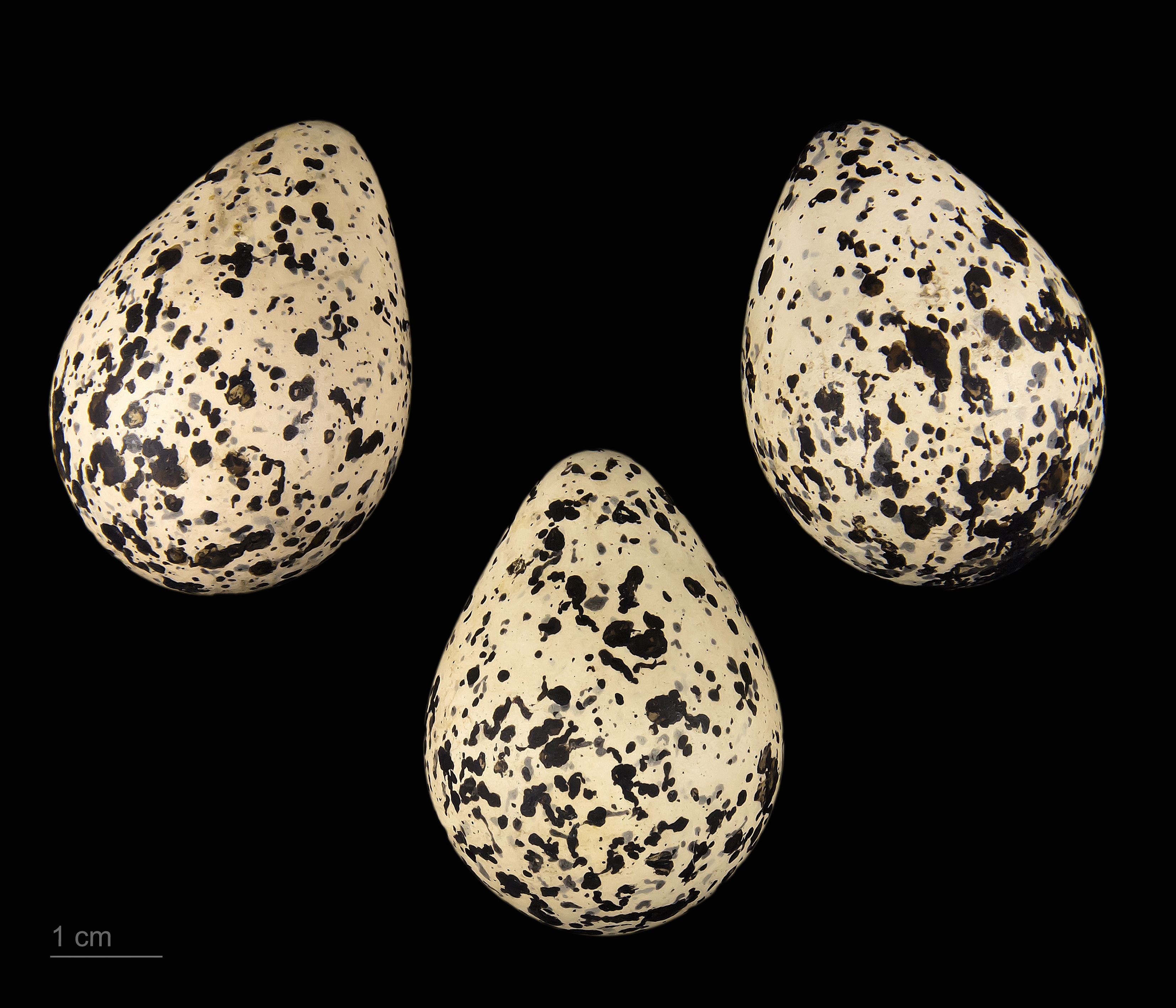
Œufs de Charadrius vociferus - Muséum de Toulouse.